# Archanara uniformis
Archanara uniformis là một loài bướm đêm trong họ Noctuidae.